# Megalachne
Megalachne Steud. é um género botânico pertencente à família Poaceae.